# Élections municipales de 2026 à Saint-Étienne
Pour des articles plus généraux, voir Élections municipales françaises de 2026 et Élections municipales de 2026 dans la Loire.
Les élections municipales de 2026 à Saint-Étienne auront lieu en mars 2026. Elles visent au renouvellement du conseil municipal et du conseil métropolitain de Saint-Étienne Métropole.

## Modalités du scrutin

### Dates
Ces élections se tiendront en mars 2026, les dates précises seront annoncées par décret au moins 3 mois avant le scrutin.

### Mode de scrutin
L'élection des conseillers municipaux et métropolitains se déroule selon un scrutin de liste à deux tours avec prime majoritaire : les candidats se présentent en listes complètes avec la possibilité de deux candidats supplémentaires. Lors du vote, on ne peut faire ni adjonction, ni suppression, ni modification de l'ordre de présentation des listes. Chaque bulletin de vote comporte deux listes : une liste de candidats aux seules élections municipales et une liste de ceux également candidats au conseil métropolitain.
Le nombre de sièges à pourvoir au conseil municipal de Saint-Étienne correspond à celui des communes dont la population est comprise entre 150 000 et 200 000 habitants, soit 59 sièges. Les conseillers municipaux sont élus au suffrage universel direct pour une durée de mandat de six ans. L'élection se termine au premier tour en cas de majorité absolue. Le cas échéant, un second tour a lieu. Les listes qui ont obtenu au moins 10 % des suffrages exprimés au premier tour peuvent se présenter au second. Les candidats des listes qui ont obtenu plus de 5 % des suffrages exprimés au premier tour peuvent rejoindre une autre liste.
La liste ayant obtenu le plus de voix se voit attribuer la moitié des sièges, arrondie à l'entier supérieur si nécessaire. Ainsi, la liste majoritaire obtiens automatiquement 30 sièges. Les 29 sièges restants sont attribués à la représentation proportionnelle à la plus forte moyenne aux listes ayant obtenu au moins 5 % des suffrages exprimés au second tour (ou au premier tour en cas de tour unique).

## Contexte

### Scrutin précédent
Les élections municipales de 2020 ont été marquées par une abstention massive en raison de la pandémie de Covid-19, la participation lors du 1er tour s'étant effondrée de 51 % en 2014 à 32 % en 2020.
Sur le plan local, la liste conduite par la républicain Gaël Perdriau, candidat à sa propre succession, renforce sa position en obtenant 3 sièges de plus qu'aux élections précédentes.
Comme en 2014, la gauche, divisée au 1er tour entre une liste Parti socialiste - Parti communiste et une liste écologiste, et unie sur une liste commune au 2d, obtient 12 sièges.
Enfin, le Rassemblement national ne parvient pas conserver ses 3 sièges, la liste n'ayant pas manqué de peu les 10 % au 1er tour et n'ayant pas fusionné avec une autre liste pour le 2d.

## Candidatures déclarées
La candidature du maire actuel Gaël Perdriau dépendra du verdict du procès dans le cadre de l'affaire du chantage à la sextape, attendu pour fin septembre 2025.
Dans un communiqué de presse du 5 mai 2025, les Écologistes, la France Insoumise et Sainté Populaire annoncent qu'ils formeront une liste commune sans préciser qui la dirigera.
Le parti socialiste désigne le 21 mai 2025 Régis Juanico chef de file pour mener les négociations, et pourrait être candidat tête de liste.
Lors d'une conférence de presse tenue le 23 mai 2025, sept partis politiques annoncent la création d'une union appelée Saint-Étienne Ensemble 2026, rassemblant Les Républicains, l'UDI, Horizons, Renaissance, le MoDem, le Parti Radical et le Parti radical de gauche, bien que la tête de liste ne soit pas encore définie. Est signataire de cet accord Eric Le Jaouën, membre d'Horizons qui s'était déjà déclaré candidat en février 2025 et qui affirme maintenir ces ambitions. La présidente départementale du MoDem par ailleurs adjointe au maire, Siham Labich, n'avait pas été informée de cette initiative ni de la désignation au national le 11 juin 2025 d'Emmanuel Mandon, député du département n'habitant pas la ville, comme chef de file pour son parti, et s'oppose donc à cette démarche. Eric Le Jaouën apprend par la presse le 14 juillet son exclusion du groupe sans être immédiatement remplacé pour représenter son parti et dispose cependant du soutien de son délégué départemental.
Le 13 juin 2025, Corentin Jousserand, délégué départemental du Rassemblement national, annonce sa candidature.
L'Alliance centriste désigne en juillet 2025 Nicole Aubourdy et Thierry Pépinot chefs de file pour leur parti.

## Sondages
Tout sondage d'opinion est affecté par une marge d'erreur.
Une couleur arbitraire est associée à chaque institut de sondage ; ces couleurs sont une aide visuelle et ne correspondent pas à une tendance politique.

## Résultats
|                             |                     |                                        |              |              |             |             |        |        |  |
| Tête de liste               | Tête de liste       | Liste                                  | Premier tour | Premier tour | Second tour | Second tour | Sièges | Sièges |  |
| Tête de liste               | Tête de liste       | Liste                                  | Voix         | %            | Voix        | %           | CM     | CC     |  |
|                             | Corentin Jousserand | RN                                     |              |              |             |             |        |        |  |
|                             |                     |                                        |              |              |             |             |        |        |  |
|                             |                     | LÉ - LFI - SP                          |              |              |             |             |        |        |  |
|                             |                     |                                        |              |              |             |             |        |        |  |
|                             |                     | HOR - LR - MoDem - PR - PRG - RE - UDI |              |              |             |             |        |        |  |
| Saint-Étienne Ensemble 2026 |                     |                                        |              |              |             |             |        |        |  |
|                             |                     |                                        |              |              |             |             |        |        |  |
| Votes valides               |                     |                                        |              |              |             |             |        |        |  |
| Votes blancs                |                     |                                        |              |              |             |             |        |        |  |
| Votes nuls                  |                     |                                        |              |              |             |             |        |        |  |
| Total                       | Total               | Total                                  |              | 100          |             | 100         | 59     | 42     |  |
| Abstention                  |                     |                                        |              |              |             |             |        |        |  |
| Inscrits / participation    |                     |                                        |              |              |             |             |        |        |  |